# José Ignacio Tellechea Idígoras
Pour les articles homonymes, voir Idígoras.
José Ignacio Tellechea Idígoras, né le 13 avril 1928 à Saint-Sébastien et mort le 8 mars 2008 dans la même ville, est un historien, théologien, prêtre catholique et académicien basque espagnol de langue basque et espagnole. Il est considéré comme l'un des historiens les plus importants du XXe siècle en Espagne, spécialement dans le domaine de l'histoire de l'Église catholique.

## Jeunesse et formation
Issu d'une famille basque ayant de profondes racines chrétiennes, Tellechea entre au séminaire de Vitoria-Gasteiz, considéré alors comme l'un des plus importants d'Espagne, à l'âge de douze ans. C'est là que se révélèrent ses aptitudes pour la recherche et l'étude, particulièrement de l'histoire et de la géographie.
Il poursuit sa formation sacerdotale à l'université pontificale grégorienne de Rome, où il étudie les humanités, la philosophie et la théologie, en plus de l'obtention du diplôme de l'école vaticane de paléographie en 1956. Il obtient ensuite un doctorat en histoire de l'Église. Il achève ses études d'histoire à l'université Complutense de Madrid, obtenant sa licence avec un prix extraordinaire. Durant son séjour à Rome, il se lia d'amitié avec Angelo Roncalli, le futur pape Jean XXIII.
Il fut professeur, bibliothécaire et recteur du séminaire de Saint-Sébastien ainsi que du séminaire hispano-américain de Madrid. Par la suite il enseigne à la Faculté de théologie de Vitoria-Gasteiz, et en 1963, à l'âge de seulement 35 ans, il obtient la chaire d'histoire de l'Église à l'université pontificale de Salamanque, poste qu'il occupera jusqu'à son jubilé en 1999.

## Recherches
Son travail d'historien, centré principalement sur l'Espagne du siècle d'or, l'amène à écrire d'importantes biographies, sur Philippe II, sur Saint François-Xavier, sur l'archevêques de Tolède Bartolomé de Carranza, sur Catalina de Erauso, sur Miguel de Molinos ou sur saint Ignace de Loyola. La biographie de ce dernier, Ignacio, solo y a pie (1986), a été traduite en six langues et est considérée comme une biographie de référence du fondateur de la Compagnie de Jésus.
En 1979, il est nommé « membre correspondant » de l'Académie de la langue basque (Euskaltzaindia). Il fut le fondateur, le président et le directeur de l'Instituto « Doctor Camino » de Historia Donostiarra (Institut « Docteur Camino » de l'histoire de Saint-Sébastien). Il était par ailleurs également membre de la Société d'études basques (Eusko Ikaskuntza) et « membre correspondant » des Académies d'histoire espagnole (1972), vénézuélienne et mexicaine.
Sa monumentale étude sur le cardinal Bartolomé de Carranza et sur son procès pour hérésie a débuté à la demande du médecin et historien Gregorio Marañón, qui lui a dit : « Si vous m'apportez la transcription de ces volumes, je me charge personnellement de votre entrée à la Real Academia de la Historia. » Cette œuvre sur laquelle Tellechea travailla pratiquement jusqu'à sa mort remplira huit volumes.
Il écrivit plus de cent livres et de nombreux articles sur des personnalités de la science et de l'histoire basques. Tout au long de sa vie, il reçut de nombreux prix, comme le prix Teresa de Ávila en 2004 (attribué ex aequo avec le poète argentin Juan Gelman), la médaille d'or de Andoain en 1990 ou le prix Manuel Lekuona en 2001.

## Héritage
José Ignacio Tellechea est considéré comme l'un des historiens et des humanistes les plus importants du XXe siècle en Espagne. L'écrivain avilien José Jiménez Lozano le considère comme l'historien « qui de la manière la plus systématique  a redonné vie au XVIe siècle et aux grandes figures de cette époque. » Il ajoute : « Comme un chiffonnier, il a su tirer profit du moindre moment, de tous et de n'importe lequel des jours. Le meilleur roman est l'histoire réelle ; je n'aime pas l'histoire fictive, c'est un mensonge. »
José Ignacio Tellechea Idígoras meurt le 8 mars 2008 après une longue maladie. Il a été enterré dans le cimetière d'Ituren, dans le caveau familial, après des funérailles concélébrées par l'évêque de Saint-Sébastien, Juan María Uriarte, celui de Bilbao Ricardo Blázquez accompagné de l'évêque auxiliaire Karmelo Etxenagusia, celui de Vitoria, Miguel Asurmendi et l'évêque émérite de Saint-Sébastien, José María Setién. De nombreuses personnalités basques assistèrent à la cérémonie pour un adieu empli d'émotion à l'historien basque et l'Orfeón Donostiarra (l'orchestre de Saint-Sébastien) interpréta l' Ave María de Javier Busto, la cantate 147 de Jean-Sébastien Bach et le Agur Jesusen Ama.

## Œuvres
Parmi ses nombreux livres, on peut citer :
- Los sueños de Francisco de Javier, Ediciones Sígueme, 2006.  (ISBN 8-4301-1612-5)
- Santiaguistas guipuzcoanos, Donostia-San Sebastián : Kutxa Fundazioa = Fundación Kutxa, 2004.  (ISBN 8-4717-3442-7)
- Mosén Bonal: fundador y pordiosero, Ediciones Sígueme, 2004.  (ISBN 8-4301-1524-2)
- Tapices de la memoria: historia clínica 279.952, Ediciones Sígueme, 2003.  (ISBN 8-4301-1444-0)
- Fray Bartolomé Carranza de Miranda: (investigaciones históricas), Gobierno de Navarra, 2002.  (ISBN 8-4235-2258-X)
- El asedio de San Sebastián (1719) por el Duque de Berwick: una guerra dentro de otra guerra, Donostia-San Sebastián : Kutxa Fundazioa = Fundación Kutxa, 2002.  (ISBN 8-4717-3424-9)
- Paulo IV y Carlos V: la renuncia del Imperio a debate, Fundación Universitaria Española, 2001.  (ISBN 8-4739-2469-X)
- El ocaso de un rey: Felipe II visto desde la nunciatura de Madrid: 1594-1598, Fundación Universitaria Española, 2001.  (ISBN 8-4739-2478-9)
- El pájaro extraño, hermano Zacarías, San Sebastián : s. n., 2000 (Astigarraga (Gipuzkoa): Michelena.  (ISBN 8-4607-0153-0)
- Estuvo entre nosotros: mis recuerdos de Juan XXIII en España, Biblioteca de Autores Cristianos, 2000.  (ISBN 8-4791-4488-2)
- El papado y Felipe II: colección de breves pontificios, Fundación Universitaria Española, 1999.  (ISBN 8-4739-2436-3)
- Corsarios guipuzcoanos en Terranova, 1552-1555, Donostia : Kutxa Fundaziona = San Sebastián : Fundación Kutxa, 1999.  (ISBN 8-4717-3371-4)
- Ignacio de Loyola: la aventura de un cristiano, Sal terrae, 1998.  (ISBN 8-4293-1259-5)
- Del siglo XII al Vaticano I, Ediciones SM, 1998.  (ISBN 8-4348-6097-X)
- Tolerancia y fe católica en España, Félix García López (ed. lit.),  (ed. lit.)
- Los espirituales del siglo XVI español, Ediciones SM, 1994.  (ISBN 8-4348-4495-8)
- Así murió el emperador: la última jornada de Carlos V (Yuste, 21 septiembre 1558), Universidad Pontificia de Salamanca, 1994.  (ISBN 8-4729-9334-5)
- Doña Catalina de Erauso: la monja alférez, Donostia : Sociedad Guipuzcoana de Ediciones, 1992.  (ISBN 8-4717-3205-X)
- Martín Ignacio de Loyola. Viaje alrededor del mundo, Madrid, 1989.  (ISBN 8-4767-9154-2)
- « La Invencible », vista desde la Nunciatura de Madrid, Universidad Pontificia de Salamanca, 1989.  (ISBN 8-4729-9233-0)
- Otra cara de La Invencible: la participación vasca, San Sebastián : Sociedad Guipuzcoana de Ediciones y Publicaciones, 1988.  (ISBN 8-4717-3131-2)
- Sábado espiritual y otros ensayos carrancianos, Universidad Pontificia de Salamanca, 1987.  (ISBN 8-4729-9185-7)
- Molinosiana: investigaciones históricas sobre Miguel Molinos, Fundación Universitaria Española, 1987.  (ISBN 8-4739-2287-5)
- Zuloaga y Unamuno: glosas a unas cartas inéditas, Zumaia : Museo Ignacio Zuloaga, 1987.  (ISBN 8-4708-6176-X)
- Ignacio de Loyola: solo y a pie, Cristiandad, 1986.  (ISBN 84-7057-389-6)
- Erquicia y Aozaraza: dos mártires guipuzcoanos, San Sebastián : Idatz, 1981.  (ISBN 8-4857-1309-5)
- La polémica entre el Cardenal Mendoza y el Abad Maluenda, Fundación Universitaria Española, 1980.  (ISBN 8-4739-2162-3)
- Melanchton y Carranza: préstamos y afinidades, Universidad Pontificia de Salamanca, 1979.  (ISBN 8-4729-9068-0)
- Fray Bartolomé Carranza y el Cardenal Pole: un navarro en la restauración católica de Inglaterra (1554-1558), Pamplona : Diputación Foral de Navarra, Institución Príncipe de Viana, Consejo Superior de Investigaciones Científicas, 1977.  (ISBN 8-4235-0066-7)
- Tiempos recios: inquisición y heterodoxias, Marcel Bataillon, Bartolomé Carranza, Ediciones Sígueme, 1977.  (ISBN 8-4301-0443-7)